# I pensieri di King Kong
I pensieri di King Kong è un album antologico del 1989 dei Diaframma, pubblicato solo in musicassetta ed allegato alle copie vendute per corrispondenza dell'EP Gennaio.
Insieme alla cassetta venivano inviati due inserti di accompagnamento scritti da Federico Fiumani.

## Tracce
- Lato 1

1. Introduzione - 3:22
2. Altrove - 4:31
3. Speranza - 3:00
4. Elena - 3:27
5. Falso amore[1] - 3:05
6. Disagio - 3:47
7. Nevrosi - 5:01
8. Io ho in mente te - 2:16

- Lato 2

1. Detective - 3:48
2. Liberami dal mare - 2:44
3. Epoca di sogno - 2:27
4. Stazione del nord - 3:25
5. Amsterdam - 3:51
6. Tre volte lacrime - 3:10
7. Siberia - 5:18
8. Caldo - 2:56

## Gli inserti allegati

### Primo inserto
Ciao,
innanzi tutto 2 righe per spiegare il significato di questa cassetta: "I pensieri di King-Kong" è un regalo ideato e realizzato dal sottoscritto esclusivamente rivolto a chi, sfidando le barriere del disservizio postale e la conseguente attesa, mi ha dato una tangibile prova di affetto e di stima; due cose che per me sono sempre state molto, molto importanti e che sono state la scintilla per dare sempre il meglio di me stesso. La concezione di questo nastro è stata piuttosto lunga ma molto divertente: lunga perché ho "talpeggiato" nel mio archivio fatto da un'infinità di concerti, di prove, di "definitive version" di canzoni che poi definitive spesso non lo erano e divertente perché questa ricerca mi ha fatto ritrovare del materiale di cui io stesso ignoravo l'esistenza. Una parte è in questa cassetta mentre il resto è di nuovo destinato a finire tra le cassette senza copertina e senza titoli, materiale con cui spero non dovrà fare i conti la mia coscienza... Con "Gennaio", poi, inizia per me una nuova emozionantissima avventura, quella di cantare le mie canzoni che è stata una scelta venuta dal profondo, dettata dall'istinto e non da problemi con Miro, che resta tuttora uno dei miei migliori amici. A lui, a Gianni e Leandro Cicchi, a Nicola Vannini, a Leandro Braccini, a Sandro Raimondi e a tutti gli altri musicisti che hanno suonato nei DIAFRAMMA sono dedicati questi meravigliosi dieci anni vissuti insieme. 
Firenze, 26 marzo 1989.
FEDERICO FIUMANI

### Secondo inserto
Nel 1983, in settembre, il nostro manager ci informò che su Rai 1 c'era un programma di musica "di tendenza" interessato a dare spazio ai nuovi gruppi italiani intitolato "I pensieri di King Kong" ma che questo spazio non doveva essere occupato dalla musica, bensì da una presentazione fatta dal gruppo stesso. Piuttosto delusi e dopo varie assemble decidemmo di partecipare ugualmente (era difficile allora avere spazi in canali ufficiali) e ci precipitammo in studio per realizzare una presentazione "come si deve" con tanto di testo scritto e letto davanti al microfono. Non è difficile poi immaginare la nostra faccia quando il programma andò in onda e lo speaker esordì "...i Diaframma ci hanno mandato solo una bobina, ma senza musica! Pazienza, sarà per un'altra volta ...". Piccoli errori di gioventù... . La versione di "Altrove" qui presente venne registrata in studio nell'ottobre 1983: è in assoluto la prima esperienza vocale di Miro che era entrato con noi da una settimana. La registrammo per un playback da fare all'"Orecchiocchio" su Rai 3. "Speranza " è un brano dalla gestazione alquanto strana perché, pur essendo uno dei miei favoriti del periodo fine '84, non è mai comparso su vinile. Probabilmente il fatto che non riuscivamo a dargli una struttura che piacesse a tutti era dovuto anche all'apatia e al malumore che regnava durante le prove e che si risolse con la dipartita dei fratelli Cicchi, che insieme a me erano i membri fondatori del gruppo. La "Speranza" di questo nastro è registrata dal vivo a Cagliari nel dicembre 1985 durante uno dei concerti più belli della nostra storia; il teatro tenda era strapieno di un migliaio di persone e diverse centinaia erano fuori per il sold-out; noi dal canto nostro mettemmo un'energia nel nostro act veramente straordinaria e penso che ciò si senta anche nella registrazione. Dallo stesso concerto è estratta questa versione di "Elena" (un'altra delle mie favorite) che io preferisco rispetto a quella incisa nel mix "Amsterdam": su disco ne venne fuori una versione edulcorata, in FM-style, mentre la natura di quel pezzo era diversa e qui è senza dubbio espressa meglio. "Falso amore" (occhio al volume, è registrata più alta) doveva dare il titolo al nostro secondo album che poi fu "Tre volte lacrime". Qui è in una versione precedente a quella incisa su vinile, più scarna. Penso che sia una delle mie canzoni più belle anche se non amo particolarmente suonarla dal vivo. Con "Disagio" si va nella "preistoria" dei Diaframma, risale al nostro primo demo ufficiale (Settembre' 81) e ha un che di psichedelico sia nel testo che nella musica; non è mai stata incisa così come "Nevrosi" che è registrata dal vivo alla Rokkoteca Brighton di Settignano (Fi). Penso di non esagerare nel dire che in quel perimetro nacque il nuovo rock fiorentino (lì fecero le prime apparizioni live anche i Litfiba e i Neon) e il pezzo qui presente è tratto dal nostro concerto d'esordio con Nicola Vannini alla voce, era una notte di tuoni e fulmini quella del 21.11.1981 dove nacquero "quattro figure azzurro marmoree" e anche "quattro funghi malsani (?!) dopo il temporale"; così titolava un quotidiano fiorentino all'indomani di quel concerto. A parte tutto avemmo molto chiara in noi l'idea di aver fatto qualcosa di molto importante. "Io ho in mente te ", che chiude il lato 1 è l'unica cover che abbiamo mai inciso. L'idea piacque moltissimo alla IRA (la nostra etichetta in quel periodo) che propose di farla uscire subito come singolo e noi accettammo; la nostra versione piacque anche a Victor Sogliani, il bassista dell'Equipe 84, che io pensai come possibile produttore artistico di "Tre volte lacrime " insieme a Maurizio Vandelli (che però in quel periodo non faceva più il produttore). L'Equipe 84 è da sempre stato uno dei miei gruppi preferiti e una produzione artistica fatta dai due dei tempi d'oro era un progetto stimolante anche perché i pezzi di "Tre volte lacrime" avevano un che di anni 70. I primi 4 pezzi del lato 2 sono registrati in studio con un 4 piste nell'estate '87 e fanno parte delle session per l'album "Boxe". In quel periodo non suonavamo dal vivo ed io ero alla ricerca di nuove soluzioni sonore; registrammo tantissimo materiale alla ricerca di quel "quid" che desse alla nostra musica strade nuove da percorrere, questi quattro brani, poi scartati per "Boxe", sono frutto iniziale e un po' acerbo di quel periodo ("Detective", "Liberami dal mare", "Epoca di sogno" e "Stazione del nord"). L' "Amsterdam " qui presente, uno dei nostri cavalli di battaglia da sempre è registrata dal vivo al Palalido di Milano durante la manifestazione "MilanoEuropa" e lì cogliemmo un calorosissimo successo e fu un ottimo stimolo anche perché erano di quei giorni intricate e interminabili beghe legali con la nostra casa discografica (dicembre '87). Gli ultimi tre brani sono estratti dal nostro concerto al Festival Nazionale dell'Unità che si svolse a Firenze nell'agosto dell'anno scorso. Il concerto fu uno dei più belli del "Boxing Tour 88" e il pubblico fiorentino ci ripagò con un significativo "tutto esaurito" e con tantissimo entusiasmo. Da quel concerto ho scelto "Siberia " e "Tre volte lacrime " di nuovo vestite in versione 1988 e infine "Caldo" che è stato il primo brano cantato da me e messo su disco, ponte ideale fra uno splendido passato e spero un luminosissimo futuro. 
Buon ascolto, 
FEDERICO FIUMANI